# Illice tyres
Illice tyres är en fjärilsart som beskrevs av Druce 1897. Illice tyres ingår i släktet Illice och familjen björnspinnare. Inga underarter finns listade i Catalogue of Life.